# Solenopsis hammari
Solenopsis hammari är en myrart som beskrevs av Mayr 1903. Solenopsis hammari ingår i släktet eldmyror, och familjen myror.

## Underarter
Arten delas in i följande underarter:
- S. h. carhuensis
- S. h. hammari